# Калданија
Калданија (итал. Caldania) је насељено место у Републици Хрватској у Истарској жупанији. Административно је у саставу Града Буја.

## Становништво
На попису становништва 2011. године, Калданија је имала 229 становника.
Према попису становништва из 2001. године у насељу Калданија живело је 126 становника који су живели у 49 породичних домаћинстава.
Кретање броја становника по пописима 1857—2001.
| година пописа  | 1857. | 1869. | 1880. | 1890. | 1900. | 1910. | 1921. | 1931. | 1948. | 1953. | 1961. | 1971. | 1981. | 1991. | 2001. |
| бр. становника | 0     | 0     | 79    | 188   | 243   | 258   | 0     | 0     | 322   | 275   | 215   | 217   | 261   | 308   | 126   |

Напомена:Исказује се као насеље од 1880. У 1857, 1869, 1921. и 1931. подаци су садржани у насељу Каштел, као и део података у1880. У 1910. исказивано као део насеља. У 2010. смањено издвајањем насеља Плованија, које садржи податке у 1981 и 1991. 

## Попис1991.
На попису становништва 1991. године, насељено место Калданија је имало 308 становника, следећег националног састава:
| Попис 1991.‍  | Попис 1991.‍  | Попис 1991.‍ | Попис 1991.‍ | Попис 1991.‍ |
| ------------ | ------------ | ----------- | ----------- | ----------- |
|              |              |             |             |             |
| Италијани    | Италијани    |             | 93          | 30,19%      |
| Хрвати       | Хрвати       |             | 77          | 25,00%      |
| Словенци     | Словенци     |             | 49          | 15,90%      |
| Југословени  | Југословени  |             | 9           | 2,92%       |
| Албанци      | Албанци      |             | 6           | 1,94%       |
| Црногорци    | Црногорци    |             | 5           | 1,62%       |
| Срби         | Срби         |             | 4           | 1,29%       |
| Мађари       | Мађари       |             | 2           | 0,64%       |
| неопредељени | неопредељени |             | 22          | 7,14%       |
| регион. опр. | регион. опр. |             | 34          | 11,03%      |
| непознато    | непознато    |             | 7           | 2,27%       |
| укупно: 308  |              |             |             |             |